# Eich (Naturschutzgebiet)
Der Eich ist ein Naturschutzgebiet in der niedersächsischen Kleinstadt Visselhövede im Landkreis Rotenburg (Wümme).

## Allgemeines
Das Naturschutzgebiet mit dem Kennzeichen NSG LÜ 316 ist circa 84 Hektar groß. Es beinhaltet einen Teil des 2007 ausgewiesenen FFH-Gebietes „Lehrde und Eich“. Im Osten grenzt es an das Naturschutzgebiet „Lehrdetal“, im Südwesten an das Landschaftsschutzgebiet „Eich bei Stellichte“ im Landkreis Heidekreis. Das Naturschutzgebiet wurde zum 16. Juni 2017 ausgewiesen. Am 19. April 2018 wurde die Naturschutzverordnung wegen einer fehlerhaften Verkündigung für unwirksam erklärt. Zuständige untere Naturschutzbehörde ist der Landkreis Rotenburg (Wümme).

## Beschreibung
Das Naturschutzgebiet liegt südwestlich von Visselhövede im Westen der Lüneburger Heide. Es stellt den im Landkreis Rotenburg (Wümme) liegenden Teil des Waldgebietes „Eich“ unter Schutz. Das Waldgebiet stockt auf einem Geesthang. Es ist als Hainsimsen-Buchenwald ausgeprägt, in den Nadelwaldbestände eingestreut sind. Im Südwesten des Gebietes befindet sich ein in einer Senke liegendes Kleinmoor, das als Übergangs- und Schwingrasenmoor ausgeprägt ist. Das Waldgebiet zählt zu den zehn größten Vorkommen von Hainsimsen-Buchenwald in der Lüneburger Heide. Ein Teilbereich im Nordosten des Waldes ist aus dem Geltungsbereich der Naturschutzverordnung ausgenommen. Hier befindet sich die Begräbnisstätte der früher auf dem nahegelegenen Gut Kettenburg lebenden Familie von Kettenburg.
Das Waldgebiet hat sich durch naturgemäße Bewirtschaftung in einen wertvollen Lebensraum entwickelt. Es verfügt als naturnaher Buchenwald über einen hohen Altholzanteil mit Höhlenbäumen, Lichtungen und vielgestaltige Waldsäume. Im Waldgebiet sind mit Großem Mausohr, Bechsteinfledermaus, Rauhautfledermaus, Zwergfledermaus, Breitflügelfledermaus und Großem Abendsegler verschiedene Fledermausarten heimisch. Das Waldgebiet ist auch Nahrungshabitat des Schwarzstorchs.
Das Naturschutzgebiet grenzt im Nordwesten an die Kreisstraße 244, an die sich stellenweise weitere Waldbereiche bzw. landwirtschaftliche Nutzflächen anschließen. Nach Osten schließen sich Waldbereiche in der Niederung der Lehrde sowie nach Südwesten weitere Buchenwälder des Eich auf dem Gebiet des Landkreises Heidekreis an. Die Nadelwaldbereiche im Naturschutzgebiet sollen in standorttypische Laubwälder umgewandelt werden.